# 神路 (大阪市)
神路（かみじ）は、大阪府大阪市東成区にある町名。現行行政地名は神路一丁目から神路四丁目。

## 地理
東成区の東部に位置し、南北に細長く占めている。東の北側に深江北、南側に深江南、西の北側に東今里、南側に大今里、南に大今里南、北に城東区永田と接している。

## 世帯数と人口
2019年（平成31年）3月31日現在の世帯数と人口は以下の通りである。
| 丁目       | 世帯数    | 人口    |
| ---------- | --------- | ------- |
| 神路一丁目 | 898世帯   | 1,493人 |
| 神路二丁目 | 348世帯   | 901人   |
| 神路三丁目 | 798世帯   | 1,546人 |
| 神路四丁目 | 913世帯   | 1,626人 |
| 計         | 2,957世帯 | 5,566人 |

### 人口の変遷
国勢調査による人口の推移。
| 1995年（平成7年）  | 4,780人 | [ 5 ] |  |
| 2000年（平成12年） | 4,842人 | [ 6 ] |  |
| 2005年（平成17年） | 4,791人 | [ 7 ] |  |
| 2010年（平成22年） | 5,308人 | [ 8 ] |  |
| 2015年（平成27年） | 5,414人 | [ 9 ] |  |

### 世帯数の変遷
国勢調査による世帯数の推移。
| 1995年（平成7年）  | 2,138世帯 | [ 5 ] |  |
| 2000年（平成12年） | 2,164世帯 | [ 6 ] |  |
| 2005年（平成17年） | 2,315世帯 | [ 7 ] |  |
| 2010年（平成22年） | 2,679世帯 | [ 8 ] |  |
| 2015年（平成27年） | 2,557世帯 | [ 9 ] |  |

## 学区
市立小・中学校に通う場合、学区は以下の通りとなる。なお、小学校・中学校入学時に学校選択制度を導入しており、通学区域以外に東成区の小学校・中学校から選択することも可能。
| 丁目       | 番・番地等 | 小学校             | 中学校             |
| ---------- | --- | ------------------ | ------------------ |
| 神路一丁目 | 全域 | 大阪市立宝栄小学校 | 大阪市立東陽中学校 |
| 神路二丁目 | 1〜7番、8番1〜22号、8番43〜52号 9番1〜15号・16号（一部）・36〜40号 | 大阪市立宝栄小学校 | 大阪市立東陽中学校 |
| 神路二丁目 | 9番16号（一部）・17〜25号 | 大阪市立深江小学校 | 大阪市立東陽中学校 |
| 神路二丁目 | 8番23〜42号 9番16号（一部）・26〜35号 | 大阪市立神路小学校 | 大阪市立相生中学校 |
| 神路三丁目 | 1番、2番1〜3号 2番4号（一部）・21号（一部）・22〜30号 3番1〜6号・19号（一部）・20〜30号 4〜5番、6番1〜7号 6番20号（一部）・21〜31号 7番1〜6号・7号（一部）・20〜29号 8番、9番1〜7号 9番20〜30号、10〜15番 16番1〜6号・7号（一部）・17〜28号 17番1〜8号・19号（一部）・20〜34号 | 大阪市立神路小学校 | 大阪市立相生中学校 |
| 神路三丁目 | 2番4号（一部）・5〜20号・21号（一部） 3番7〜18号・19号（一部） 6番8〜19号・20号（一部） 7番7号（一部）・8〜19号 9番8〜19号 16番7号（一部）・8〜16号 17番9〜18号・19号（一部）                                                                                                  | 大阪市立深江小学校 | 大阪市立東陽中学校 |
| 神路四丁目 | 全域 | 大阪市立神路小学校 | 大阪市立相生中学校 |

## 事業所
2016年（平成28年）現在の経済センサス調査による事業所数と従業員数は以下の通りである。
| 丁目       | 事業所数  | 従業員数 |
| ---------- | --------- | -------- |
| 神路一丁目 | 84事業所  | 823人    |
| 神路二丁目 | 43事業所  | 599人    |
| 神路三丁目 | 109事業所 | 693人    |
| 神路四丁目 | 76事業所  | 478人    |
| 計         | 312事業所 | 2,593人  |

## 交通

### 鉄道
- 大阪市高速電気軌道
  - 千日前線 新深江駅

### バス
- 大阪市高速電気軌道
  - いまざとライナー 神路公園停留所(所在地は東中本三丁目にある)
- 大阪シティバス
  - 神路公園停留所など

### 道路
- 国道308号
- 中央大通

## 施設
- 大阪市立宝栄小学校
- 大阪市立相生中学校
- 小野薬品工業 城東工場
- ライフ 新深江店

## その他

### 日本郵便
- 〒537-0003[3]（集配局：東成郵便局[13]）